# Budismul în Polonia

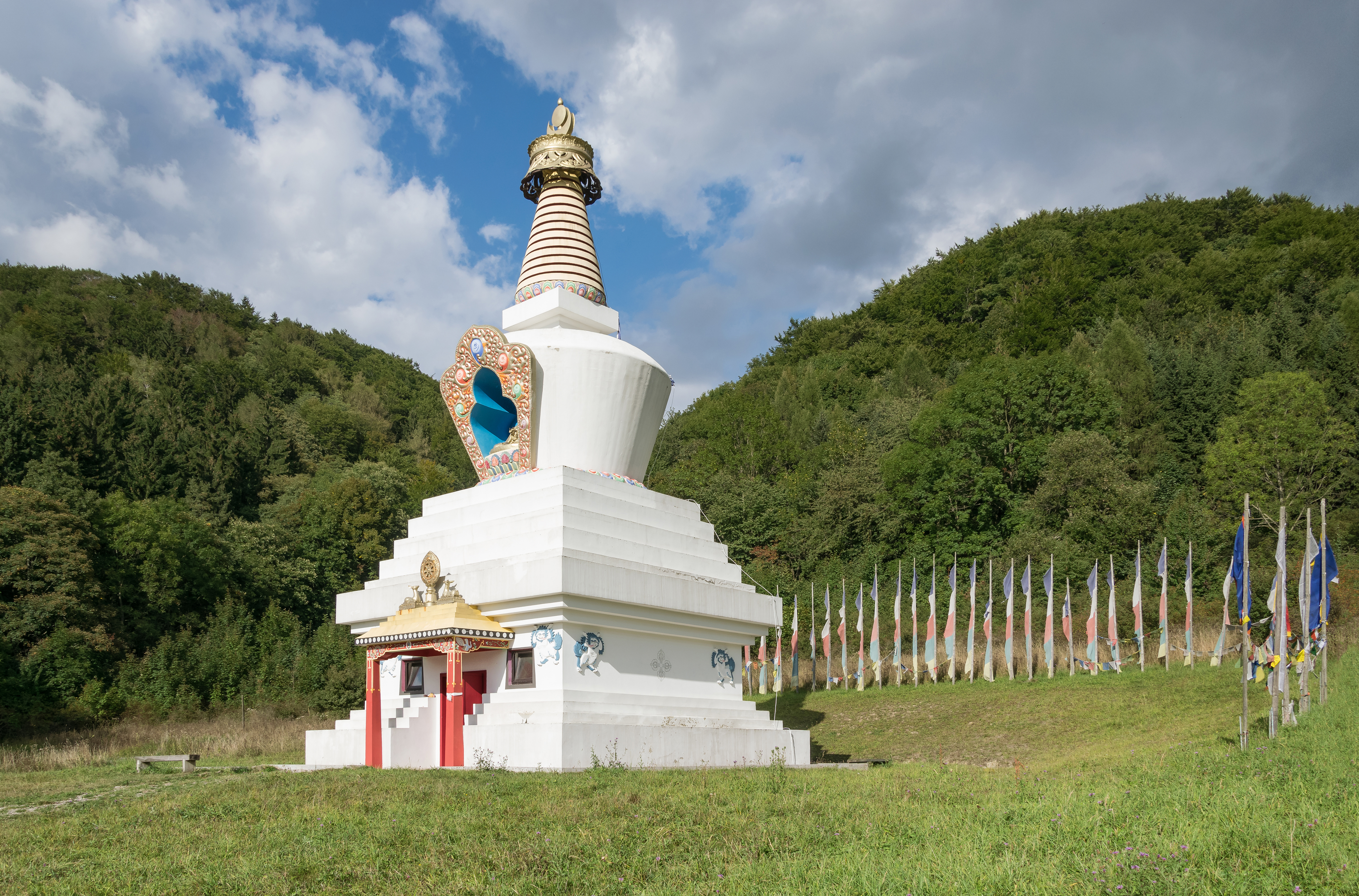
Stupa din Danrnków

Rădăcinile budismului în Polonia pot fi găsite la începutul secolului al XX-lea, în conexiune polonezilor cu țările predominant budiste, cum ar fi Vietnam, China sau Japonia. După căderea comunismului, regim care a promovat o campanie antireligioasă, budismul s-a putut dezvolta într-o atmosferă tolerantă. În prezent, toate școlile budiste, inclusiv Mahayana (Zen și Jodo Shinshu) și budismul tibetan pot fi găsite în Polonia.
În luna mai a anului 2000, Tenzin Gyatso, al patrusprezecelea Dalai Lama, a deschis un departament budist în Biblioteca Pomerania din Szczecin.